# Síla
Síla je vektorová fyzikální veličina, která vyjadřuje míru vzájemného působení těles nebo polí. Jednotkou síly je  newton se značkou N.

## Úvod
Síla se projevuje statickými účinky – je příčinou deformace těles – a dynamickými účinky – je příčinou změny pohybového stavu tělesa (hmotného bodu), např. uvedení tělesa z klidu do pohybu nebo naopak, či změny velikosti nebo směru rychlosti tělesa. Taková změna je (v inerciální soustavě) vždy podmíněna působením jiných těles, ať už přímým dotykem (nárazem, třením, tažením, tlačením) nebo prostřednictvím silového pole. Toto působení je v Newtonově mechanice spojováno s existencí síly působící mezi oběma interagujícími tělesy.
Síla není příčinou pohybu (jako příčina pohybu byla síla chápána v aristotelské filosofii přírody).
Pojem síly je zobecněn rozšířením o tzv. zdánlivé síly, které mají původ nikoli ve vzájemném působení těles, ale ve zrychleném pohybu vztažné soustavy, v níž polohu těles měříme.
Pojem síly je základním pojmem pro vektorovou formulaci mechaniky a elektrodynamiky. Analytická mechanika, teorie relativity ani kvantová teorie již z tohoto pojmu nevycházejí, avšak na základě analogie či principu korespondence umožňují sílu nebo její zobecnění vyjádřit.
Síla je vektorovou veličinou. Síla působící na hmotný bod je vázaným vektorem, tj. působiště síly je v tomto bodě.
Síla se měří siloměrem.
Řecký název pro sílu je dynamis, latinský název pro sílu je vis nebo potentia.

## Pojem síla
Pojem síly vychází z denní zkušenosti člověka. Pohybový stav nějakého tělesa můžeme měnit např. tak, že jej vlastním dotykem urychlíme, zastavíme nebo odchýlíme z původního směru pohybu. Podobně to lze udělat „na dálku“ silovým polem, např. elektrickým polem u nabitého tělesa. Těleso (včetně tekutého) také můžeme stlačit, roztáhnout nebo změnit jeho tvar (tedy deformovat). Intuitivně chápeme, že tyto účinky mají obdobnou příčinu, kterou lze charakterizovat pojmem síla. Protože ji lze kvantifikovat, jedná se o fyzikální veličinu.
Podle toho, jakým způsobem síla působí, rozlišujeme různé síly, např. elastické, elektromagnetické, kapilární, třecí síla atd. Jedna z nejběžnějších sil, s níž se setkáváme neustále (aniž si to obvykle uvědomujeme), je gravitační síla Země, kterou jsme přitahováni k naší planetě.

## Značení a jednotky
Síla se obvykle značí písmenem F (z anglického force).
V soustavě SI má hlavní jednotku newton se značkou N, přičemž rozměr síly je kg.m.s−2.
V dříve rozšířené technické soustavě jednotek byl jednotkou síly kilopond (kp), který byl dokonce základní jednotkou této soustavy. Převodní vztah je 1 kp = 9,806 65 N. Imperiální jednotkou síly je libra síly (lbf), pro kterou platí převod 1 lbf = 4,448 22 N.
Méně obvyklou jednotkou je dekanewton (daN); pro ni platí převodní vztah 1 daN = 10 N, což přibližně odpovídá 1 kp. V praxi se lze s dekanewtonem setkat při stanovení přítlaku elektrod odporového svařování.
V dekanewtonech se uvádí rázová síla, která vzniká v laně při pádu tělesa, a její nejvyšší hodnoty jsou dosaženy právě v okamžiku zastavení pádu. Schopnost pohlcovat energii pádu a snižovat tak velikost rázové síly v laně závisí na jeho vlastnostech, zejména pružnosti. Jako normová charakteristika se udává rázová síla pro kvalitativní ohodnocení např. horolezeckých lan.

## Definice, základní vztahy a vlastnosti síly

### Zavedení síly vNewtonově klasické mechanice
Pojem síly je zaveden pomocí Newtonových pohybových zákonů (NZ), platných pro inerciální vztažnou soustavu.
1. NZ označuje sílu za příčinu změn pohybového stavu tělesa (přesněji částice či hmotného bodu).
2. NZ ji kvantifikuje: Síla působící na volnou částici (při zanedbání ostatních možných silových působení) je rovna časové změně hybnosti {\displaystyle {\boldsymbol {p}}} částice, kterou síla způsobí. To lze vyjádřit derivací
{\displaystyle {\boldsymbol {F}}={\frac {\mathrm {d} {\boldsymbol {p}}}{\mathrm {d} t}}}.
V případech, kdy lze zanedbat změnu hmotnosti při pohybu, což se týká většiny pohybů studovaných klasickou mechanikou, lze předchozí vztah rozepsat
{\displaystyle {\boldsymbol {F}}=m\,{\frac {\mathrm {d} {\boldsymbol {v}}}{\mathrm {d} t}}=m{\boldsymbol {a}}},
kde {\displaystyle m\!} označuje hmotnost a {\displaystyle {\boldsymbol {a}}} zrychlení tělesa. Definice síly je tedy postavena na pohybové rovnici posuvného pohybu.
3. NZ pak stanovuje základní vlastnost pravých sil – vzájemné, přímé (centrální) a okamžité působení ve dvojici akce-reakce. Poskytuje tak základ pro měření hmotnosti a odtud i pro stanovení síly podle 2. NZ ze zrychlení testovací částice. Důležitou vlastností je i princip superpozice (někdy označovaný za 4. NZ), podle kterého se síly působící na dané těleso (přesněji hmotný bod) vektorově sčítají, tedy vzájemně se neovlivňují.
Obě tyto vlastnosti však mají omezenou platnost. Zákon akce a reakce a centrálnost působení např. obecně neplatí u silového působení prostřednictvím proměnných silových polí, kdy část hybnosti nebo momentu hybnosti může být přenášena polem. Názorný je příklad vzájemného působení dvou nabitých částic pohybujících se v rovině ve vzájemně kolmých směrech, kdy v místě největšího přiblížení jedna částice působí na druhou pouze elektrostatickou silou, zatímco druhá na první působí vedle stejně velké elektrostatické reakce také silou magnetickou. Silové působení také nemůže být okamžité, neboť rychlost šíření interakce je podle speciální teorie relativity omezena rychlostí světla ve vakuu. Podobně obecná teorie relativity ukazuje, že rozložení energie a hybnosti vzájemné interakce nelineárně mění metrické vlastnosti („zakřivení“) časoprostoru a ovlivňuje tak jiná působení.
Klasická mechanika nestanovuje žádné obecné zásady pro nezávislé zákony silového působení (tedy na čem interakce závisí a jak). Jediným omezením je platnost Galileiova principu relativity, která vylučuje některé závislosti silového působení na rychlosti interagujících částic. Newton se omezil na dva druhy silového působení (pravých sil), u kterých stanovil i konkrétní podobu silového zákona. Pro gravitační působení je to Newtonův gravitační zákon, pro pružnou (elastickou) sílu v tahu a tlaku je to záporně vzatá přímá úměrnost se změnou délky.
Cavendish a Coulomb nezávisle na sobě objevili podobu silového zákona – Coulombův zákon – pro elektrostatické působení nábojů (i pro magnetostatické působení tzv. magnetických množství; teprve později bylo magnetické působení identifikováno jako relativistický efekt, bez vlastních nosičů, s vírovým silovým polem).
Všechny výše uvedené pravé síly se vyznačují centrálním působením, tedy při vzájemném silovém působení dvou hmotných bodů je vektorová přímka akce i reakce totožná se spojnicí těchto bodů.
Pojem (pravé) síly v Newtonově klasické mechanice lze proto shrnout takto:
Síla je fyzikální veličina
- vyjadřující míru působení hmotného objektu (tělesa, silového pole) na jiné těleso, které se projevuje účinky statickými (tj. deformací tělesa) nebo dynamickými (tj. způsobuje změny pohybového stavu tělesa),
- která, působí-li (v inerciální soustavě) jako jediná na volnou částici (hmotný bod), je rovna časové derivaci hybnosti této částice,
- působí přímo (centrálně), okamžitě, nezávisle na jiných silách a
- je vždy doprovázena stejně velkou opačně orientovanou silou, kterou těleso podrobené síle zpětně působí na daný hmotný objekt.

Newtonovo zavedení síly nelze považovat za definici v matematickém slova smyslu. Tři Newtonovy pohybové zákony totiž současně zavádějí pojmy hybnost (resp. hmotnost), síla a implicitně také inerciální soustava, a navíc stanoví jejich vzájemné vztahy. Připomínají tak „definici kruhem“. Navíc je nutno uvažovat mnoho předpokladů, často intuitivních, někdy jen částečně formulovaných či zmíněných jinde v Newtonově díle, jak ukázaly rozbory fyziků 20. století, např. od Ernsta Macha. O důsledné logické zavedení síly a hmotnosti v Newtonově duchu se pokusil P. W. Bridgman, intuitivní předpoklady však jsou i v jeho případě nutné pro směrnici působící síly. Plný výčet nutných předpokladů lze nalézt např. v axiomatické formulaci Madelunga nebo v jiných, matematicky formálnějších přístupech k axiomatickému zavedení klasické mechaniky,.
Důkladnější rozbor v češtině nabízí několik učebnic,,.
Jednoduchou „definici“ síly umožňuje pouze případ konzervativního (potenciálového) pole, máme-li již předtím definovanou potenciální energii. Konzervativní síly lze vyjádřit jako záporný gradient potenciální energie {\displaystyle V\!}:
{\displaystyle {\boldsymbol {F}}=-\nabla V}.
Poznámka: Zde i v následujících vztazích se používá symbolika běžná v analytické mechanice, neboť doporučovaná označení pro energii Ek, Ep obsahují indexy, které by se mohly plést s indexy číslujícími (zobecněné) souřadnice.

### Síla v analytické mechanice
V analytické mechanice se za výchozí veličinu zpravidla bere jistá skalární veličina (obecně zvaná též „kinetický potenciál“) a základní zákon(y) mechaniky jsou pomocí této veličiny formulovány jako diferenciální, integrální či variační principy. Touto veličinou bývá např. kinetická energie {\displaystyle T\!}, potenciální energie {\displaystyle V\!}, Lagrangeova funkce {\displaystyle L\!} nebo Hamiltonova funkce {\displaystyle H\!}. Pomocí těchto funkcí lze vyjádřit pohybové rovnice a zpravidla i síly (až na některé obecné třídy disipativních sil a reakční síly neholonomních vazeb), a to navíc obecněji než u vektorové mechaniky – zobecněné síly nemusí odpovídat pouze klasické souřadnici {\displaystyle x_{i}\!}, ale libovolné zobecněné souřadnici {\displaystyle q_{i}\!}, a nemusí mít rozměr síly.
V Lagrangeově zápisu tak platí pro zobecněnou sílu vztah
{\displaystyle Q_{i}={\frac {\mathrm {d} }{\mathrm {d} t}}\left({\frac {\partial T}{\partial {\dot {q}}_{i}}}\right)-{\frac {\partial T}{\partial q_{i}}}}.
Oddělíme-li nyní (disipativní) část zobecněné síly {\displaystyle Q'_{i}\!}, kterou nelze vyjádřit jako derivaci zobecněné potenciální energie {\displaystyle V'\!} a kterou je nutno stanovit empiricky:
{\displaystyle Q_{i}=Q'_{i}-{\frac {\partial V'}{\partial q_{i}}}+{\frac {\mathrm {d} }{\mathrm {d} t}}\left({\frac {\partial V'}{\partial {\dot {q}}_{i}}}\right)},
lze pohybové rovnice vyjádřit pomocí Lagrangeovy funkce {\displaystyle L=T-V'\!} takto:
{\displaystyle {\frac {\mathrm {d} }{\mathrm {d} t}}\left({\frac {\partial L}{\partial {\dot {q}}_{i}}}\right)-{\frac {\partial L}{\partial q_{i}}}=Q'_{i}}.
V Hamiltonově zápisu mají pohybové rovnice tvar
{\displaystyle {\frac {\mathrm {d} p_{i}}{\mathrm {d} t}}=-{\frac {\partial H}{\partial q_{i}}}+Q'_{i}},
přičemž pravou stranu můžeme ztotožnit se zobecněnými silami. Hamiltonova funkce je zde definována vztahem {\displaystyle H=\sum _{i}p_{i}{\dot {q}}_{i}-L} a zobecněná hybnost {\displaystyle p_{i}={\frac {\partial L}{\partial {\dot {q}}_{i}}}}.

### Síla v teorii relativity
Speciální teorie relativity opouští centrální působení a zákon akce a reakce, neboť zavádí konečnou rychlost šíření interakce, zachovává však rovnost síly s časovou změnou hybnosti s tím, že na rychlosti souřadné soustavy závisí jak rychlost, tak i hmotnost tělesa. Platí tedy
{\displaystyle {\boldsymbol {F}}={\frac {\mathrm {d} {\boldsymbol {p}}}{\mathrm {d} t}}}.
Pohybová rovnice má tvar:
{\displaystyle m{\frac {\mathrm {d} {\boldsymbol {v}}}{\mathrm {d} t}}={\boldsymbol {F}}-{\frac {{\boldsymbol {F}}\cdot {\boldsymbol {v}}}{c^{2}}}{\boldsymbol {v}}},
kde {\displaystyle \mathbf {v} \!} je rychlost tělesa a {\displaystyle c\!} je rychlost světla ve vakuu. Změna rychlosti tedy obecně nemá směr působící síly.
Ve čtyřvektorovém formalismu typu {\displaystyle ({\boldsymbol {x}};\mathrm {i} \,ct)\!} odpovídá síle čtyřvektor síly (čtyřvektorové indexy značeny řeckými písmeny):
{\displaystyle F_{\mu }={\frac {\mathrm {d} P_{\mu }}{\mathrm {d} \tau }}={\frac {\mathrm {d} (m_{0}U_{\mu })}{\mathrm {d} \tau }}},
kde {\displaystyle P_{\mu }\!} je čtyřvektor hybnosti, {\displaystyle U_{\mu }=\left({\sqrt {1-{\frac {v^{2}}{c^{2}}}}}\,\mathbf {v} ;\mathrm {i} \,{\sqrt {1-{\frac {v^{2}}{c^{2}}}}}\,c\right)} čtyřvektor rychlosti, {\displaystyle m_{0}\!} klidová hmotnost a {\displaystyle \tau \!} vlastní čas.
Složky čtyřvektoru síly lze vyjádřit pomocí klasických vektorů vztahem:
{\displaystyle F_{\mu }=\left({\sqrt {1-{\frac {v^{2}}{c^{2}}}}}\,{\boldsymbol {F}};{\frac {\mathrm {i} }{c}}{\sqrt {1-{\frac {v^{2}}{c^{2}}}}}\,{\boldsymbol {F}}\cdot {\boldsymbol {v}}+{\frac {\mathrm {i} }{c}}{\frac {\mathrm {d} (m_{0}c^{2})}{\mathrm {d} t}}\right)},
kde druhý člen čtvrté složky se uplatňuje pouze v případech, kdy dochází ke změně klidové hmotnosti (např. emisí či absorpcí záření).
Rovnice speciální teorie relativity definující sílu lze formulovat i pro neinerciální soustavy:
{\displaystyle F^{\mu }=m_{0}{\frac {\mathrm {D} U^{\mu }}{\mathrm {d} \tau }}=m_{0}\left({\frac {\mathrm {d} ^{2}x^{\mu }}{\mathrm {d} \tau ^{2}}}+\Gamma ^{\mu }{}_{\varkappa \lambda }{\frac {\mathrm {d} x^{\varkappa }}{\mathrm {d} \tau }}{\frac {\mathrm {d} x^{\lambda }}{\mathrm {d} \tau }}\right)},
kde D značí absolutní derivaci a {\displaystyle \Gamma ^{\mu }{}_{\varkappa \lambda }\!} Christoffelův symbol druhého druhu. Nejedná se však o pohybovou rovnici obecné teorie relativity. Obecná teorie relativity popisuje interakce ne pomocí síly, ale pomocí změny metrických vlastností časoprostoru dané rozložením energie a hybnosti. Tělesa se pohybují po nejpřímějších trajektoriích v takto zakřiveném časoprostoru.

### Síla v kvantové teorii
Schrödingerova formulace kvantové mechaniky přiřazuje pozorovatelným veličinám příslušné (lineární hermiteovské) operátory a stavům systému vektor v Hilbertově prostoru (v souřadnicové reprezentaci známý pod názvem vlnová funkce). Časovému vývoji podléhá stavový vektor, rovnicí časového vývoje je Schrödingerova rovnice. Máme-li částici v potenciálovém poli, lze pomocí Ehrenfestova teorému odvodit obdobu zákona síly pro střední hodnoty operátorů a zavést tak operátor síly:
{\displaystyle \langle {\hat {F}}\rangle ={\frac {\mathrm {d} }{\mathrm {d} t}}\langle {\hat {p}}\rangle =\langle -\nabla V(x,t)\rangle }.
I hybnost lze popsat rovnicí obdobnou klasické definici:
{\displaystyle \left\langle {\hat {p}}\right\rangle =m\,{\frac {\mathrm {d} }{\mathrm {d} t}}\left\langle {\hat {x}}\right\rangle =m\,\left\langle {\frac {\mathrm {d} {\hat {x}}}{\mathrm {d} t}}\right\rangle },
kde {\displaystyle m\!} je hmotnost částice.
Časová změna střední polohy souřadnice tak bude ve vnějším potenciálovém poli popsána klasickou mechanikou. Je však třeba zdůraznit, že tyto rovnice jsou rovnostmi operátorů ve smyslu středních hodnot. Chování podle kvantově mechanického vztahu bude blízké klasickému chování, pouze bude-li částici reprezentovat „úzký“ vlnový balík (velké hybnosti částice). Časovým vývojem se navíc vlnový balík (s výjimkou stacionárních vázaných stavů) postupně rozplývá, takže takové klasické chování je dobrou aproximací pouze pro krátké časové intervaly.
Uvedené vztahy jsou příkladem obecnějšího principu korespondence, podle kterého lze operátory pozorovatelných veličin zavést z operátorů dvou základních kanonických veličin – délky a hybnosti – stejnými vztahy, jako v klasické mechanice.
Kvantová teorie pole neřeší míru vzájemného působení pomocí pojmu síly. Pomocí metody kanonického kvantování polí[zdroj?] a teorie kalibračních polí[zdroj?] lze vzájemné působení (elektromagnetické i slabé a silné jaderné) popsat pomocí kreací a anihilací virtuálních intermediálních částic a znázornit Feynmanovými diagramy[zdroj?]. Charakteristikou síly interakce {\displaystyle i\!}-tého druhu je pak příslušný „náboj“ {\displaystyle g_{i}\!} (obvykle značený {\displaystyle g_{s}\!} pro silnou,
{\displaystyle g\!} a {\displaystyle g'\!} pro elektroslabou resp. {\displaystyle e={\frac {g\,g'}{\sqrt {g^{2}+g'^{2}}}}\!} (elementární náboj) pro elektromagnetickou interakci), případně tzv. vazbová konstanta interakce {\displaystyle \alpha _{i}={\frac {g_{i}^{2}}{4\pi \varepsilon _{0}\hbar }}\!} (pro elektromagnetickou interakci nazývaná konstanta jemné struktury).
Kvantová teorie přináší i nový pohled na vakuum jako prostředí neustále vznikajících a zanikajících párů částice–antičástice, které vede k novým makroskopickým silovým projevům. Příkladem je experimentálně prokázaná Casimirova síla, která se projevuje např. jako přitažlivá síla mezi dvěma blízkými rovnoběžnými kovovými deskami ve vakuu, aniž by byly nabité. Tato síla vzniká i v případě reálné tekutiny mezi deskami (jako přídavná síla k mezimolekulovým silám a tlakové síle dané pohybem molekul) a v tomto případě může být výsledný efekt též odpudivý.

## Rozdělení sil

### Podle základní interakce
Současná fyzika zná 4 druhy základních interakcí, na které lze redukovat veškeré vzájemné působení materiálních objektů:
- gravitační,
- elektromagnetická,
- silná (též zvaná barevná),
- slabá.

Z těchto základních interakcí pouze 2 jsou dalekodosahové a projevují se v makroskopických (nekvantových) měřítcích, ve kterých má pojem síly smysl. Je to gravitace a elektromagnetické působení, které je zodpovědné za všechny ostatní makroskopické silové projevy.

### Podle vzdálenosti působení
V klasickém pojetí síly se silové působení uskutečňuje buď přímým stykem, nebo silovým polem „na dálku“. Přímý styk nastává, pokud se působící tělesa vzájemně dotýkají. Příkladem může být tlačení jednoho tělesa druhým nebo odraz jednoho tělesa od druhého.  „Na dálku“ na sebe tělesa působí prostřednictvím silového pole a tělesa se nedotýkají. Příkladem může být silové působení mezi dvěma magnety nebo gravitační přitahování.
Ve skutečnosti je i působení přímým dotykem případem působení prostřednictvím elektromagnetického pole jednotlivých částic, tvořících strukturu těles. Totéž platí pro pružné síly.

### Pravá a zdánlivá síla
Při změně soustavy souřadnic na neinerciální vztažnou soustavu dochází ke změně tvaru pohybové rovnice. Formální tvar pohybových rovnic z inerciální vztažné soustavy lze zachovat přidáním nových působících sil, které mají v dané soustavě dynamické účinky stejné jako pravé síly. Pojem síly se proto rozšiřuje o tyto zdánlivé, setrvačné síly.
Rozlišují se tedy síly pravé a zdánlivé (setrvačné). Pravé síly vyplývají přímo ze vzájemného působení materiálních objektů, zatímco zdánlivé, setrvačné síly vyplývají z volby vztažné soustavy. Příkladem zdánlivých sil jsou odstředivá síla, Eulerova síla nebo Coriolisova síla.

### Podle směru působení síly
Podle toho, zda se těleso působením síly ke „zdroji síly“ přibližuje nebo vzdaluje, lze síly označit jako přitažlivé nebo odpudivé síly. Pod pojmem „zdroj síly“ si lze představit například těleso s nějakým nábojem.
Toto dělení nelze vždy aplikovat, je např. často problematické pro vírová silová pole (magnetické síly). Zdánlivé síly nelze zařadit ani do jedné skupiny, neboť nemají původ ve vzájemném působení těles či polí.

### Konzervativní, disipativní a gyroskopické síly
Konzervativní silové pole je silové pole, které může konat práci, ale při posunu na uzavřené křivce v tomto poli je celková vykonaná práce touto silou nulová. Konzervativní síly lze vyjádřit jako záporný gradient potenciální energie:
{\displaystyle {\boldsymbol {F}}=-\nabla V}, proto se též nazývají potenciálové.
Mezi konzervativní síly patří např. gravitační síla a elektrostatická síla.
Nekonzervativní síly jsou silami, jejichž práce na uzavřené křivce je nenulová. Při jejich působení tedy dochází k „rozptýlení“, disipaci energie, proto se též nazývají disipativní. Jde například o síly tření.
Existují i síly, jejichž pole nelze popsat potenciální energií, protože nekonají práci již vzhledem ke své podstatě – působí totiž vždy kolmo ke směru pohybu. Nedochází u nich tedy ani k disipaci energie. Takové síly označujeme jako gyroskopické. Příkladem je působení stacionárního magnetického pole na pohybující se nabitou částici (magnetická část Lorentzovy síly), ze zdánlivých sil pak Coriolisova síla.

### Virtuální síly
Při variačních úlohách v mechanice, se při odvozování používají také virtuální síly a virtuální práce.

## Měření síly
Síla se dá měřit jen nepřímo a měří se zpravidla pomocí jejich deformačních účinků (měření síly se převádí na měření výchylky - délky nebo úhlu) nebo vyvolanými změnami elektromagnetických vlastností prostředí (měření síly se převádí na měření el. proudu nebo el. napětí). Pro měření se používají:
1. Mechanické siloměry založené na pružné deformaci působením síly:
  - pružinový siloměr (využívá změnu délky při zatížení),
  - torzní váhy (využívají změnu úhlu při zatížení).
2. Elektrická měření založená na změně elektrických vlastností při působení síly nebo napětí:
  - piezoelektrický siloměr (využívá piezoelektrický jev),
  - siloměry založené na změně stykového odporu při zatížení,
  - odporové a polovodičové tenzometry (využívají změnu odporu při deformaci),
  - měřiče založené na změně indukčnosti nebo kapacity při změně geometrického uspořádání vyvolané zatížením.

Nanotechnologie si vyžadují potřebu detekce stále menších sil. Byly tak vyvinuty metody měření velmi malých sil, kterých se využívá například při mikroskopii atomárních sil (AFM), založené na piezoelektrickém jevu, či pro optické nebo magnetické mikromanipulátory (optical tweezers, magnetic tweeezer). V roce 2016 byla vyvinuta metoda měření sil s citlivostí pod 200 fN (2×10−13 N), založená na převodníku sil kvantových interakcí při průhybu nanovláken na optický signál, využitelná např. k detekci sil infrazvukového vlnění v kapalinách nebo i v biologickém zkoumání k monitorování bakteriálního pohybu či tepu jednotlivých srdečních buněk.

## Síly působící na soustavu hmotných bodů
V soustavě hmotných bodů, a obecně v jakékoliv soustavě těles, částic, apod., lze síly působící na soustavu rozdělit na vnější a vnitřní. Vnější síly mají zdroj mimo soustavu, naproti tomu vnitřní síly jsou síly, které působí mezi jednotlivými částmi soustavy (i případně mezi hmotnými body samotnými).

### Působení vnější síly
Má-li působení vnější síly za následek změnu tvaru tělesa, pak se hovoří o deformačním účinku síly. Příkladem může být stlačování gumového míče, který sice zůstává v klidu, ale mění se jeho objem a tvar, neboť se deformuje. Jiným příkladem je natahování nebo stlačování pružiny, kdy také dochází k deformaci.
Má-li působení vnější síly za následek změnu pohybového stavu, hovoří se o pohybovém účinku síly. Udeříme-li například do nějakého (volného) tělesa, pak se toto těleso začne pohybovat jinak než doposud, tj. změnil se jeho pohybový stav.
Vnější síly tedy mohou způsobovat změnu pohybu v soustavě hmotných bodů.

### Působení vnitřní síly
Pokud v soustavě hmotných bodů, které jsou vzájemně v klidu, působí hmotný bod s hmotností {\displaystyle m_{1}\!} na hmotný bod s hmotností {\displaystyle m_{2}\!} silou {\displaystyle {\boldsymbol {F}}_{12}}, pak podle 3. Newtonova pohybového zákona působí také bod s hmotností {\displaystyle m_{2}\!} na bod s hmotností {\displaystyle m_{1}\!} silou {\displaystyle {\boldsymbol {F}}_{21}}, která má stejnou velikost jako {\displaystyle {\boldsymbol {F}}_{12}}, ale opačný směr, tzn. {\displaystyle {\boldsymbol {F}}_{12}=-{\boldsymbol {F}}_{21}}. Vektorový součet těchto sil je tedy nulový.
{\displaystyle {\boldsymbol {F}}_{12}+{\boldsymbol {F}}_{21}=0}
Pokud má soustava více než dva hmotné body lze psát
{\displaystyle \underbrace {{\boldsymbol {F}}_{12}+{\boldsymbol {F}}_{21}} _{0}+\underbrace {{\boldsymbol {F}}_{13}+{\boldsymbol {F}}_{31}} _{0}+\underbrace {{\boldsymbol {F}}_{23}+{\boldsymbol {F}}_{32}} _{0}+\cdots =0}[zdroj?]
V soustavě hmotných bodů se tedy všechny vnitřní síly vzájemně ruší. Výslednice všech vnitřních sil soustavy hmotných bodů je nulová.
Třetí pohybový zákon výslovně nemluví o tom, že by působící síly (akce a reakce) měly ležet v jedné přímce, ačkoliv mají opačný směr a stejnou velikost. Pokud by však tyto síly neležely v jedné přímce, způsobilo by to vznik silového momentu. V soustavě hmotných bodů se proto předpokládá, že síly, kterými na sebe dva hmotné body soustavy působí, leží v jedné přímce. Silový moment mezi dvěma hmotnými body je tedy nulový. Výsledný moment vnitřních sil soustavy, který je součtem momentů mezi jednotlivými hmotnými body, je vzhledem k libovolnému bodu prostoru nulový.
Vnitřní síly tedy nezpůsobují pohyb soustavy jako celku.

### První a druhávěta impulsová
Z výše uvedeného rozboru plynou následující věty:
Časová derivace celkové hybnosti soustavy hmotných bodů je rovna výslednici vnějších sil působících na soustavu. (věta o hybnosti soustavy, 1. věta impulsová)
Časová derivace celkového momentu hybnosti soustavy hmotných bodů je rovna výslednému momentu vnějších sil působících na soustavu, počítanému ke stejnému bodu jako celkový moment hybnosti. (věta o momentu hybnosti soustavy, 2. věta impulsová)
Speciálním případem jsou zákon zachování hybnosti a zákon zachování momentu hybnosti izolované soustavy.

## Síly působící na dokonale tuhé těleso

### Skládání sil

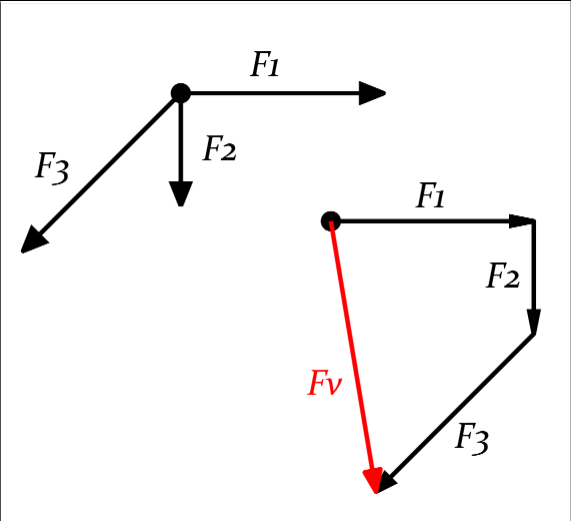
Vektorové skládání sil

Skládání sil je postup, kterým se z jednotlivých sil působících na těleso určí výsledná síla (tzv. výslednice sil). Účinek všech sil je pak stejný jako účinek výslednice. Síly jsou vektorové veličiny, a tedy záleží na jejich velikostech a směrech. Při skládání sil působících na těleso může záležet i na místech, kde síly na těleso působí (na působištích sil), protože z různých působišť mohou vznikat různé otáčivé účinky sil na těleso (viz dvojice sil).
Výslednice sil je rovna vektorovému součtu jednotlivých sil, tzn.
{\displaystyle {\boldsymbol {F}}={\boldsymbol {F}}_{1}+{\boldsymbol {F}}_{2}+\cdots +{\boldsymbol {F}}_{n}}
Vychází se přitom z předpokladu, že jednotlivé síly se vzájemně neovlivňují, tzn. platí princip superpozice.

#### Speciální případy
- Při skládání sil stejného směru se sečtou velikosti sil, směr výslednice je stejný jako směr jednotlivých sil, např.

{\displaystyle F=F_{1}+F_{2}\!}
- Při skládání sil opačného směru se velikosti opačných sil odečtou, přičemž výslednice má směr větší ze sil, např.

{\displaystyle F=|F_{1}-F_{2}|\!}
- V případě kolmých dvou sil platí pro velikost výslednice:

{\displaystyle F={\sqrt {F_{1}^{2}+F_{2}^{2}}}}
- Při skládání dvou sil různého směru, vzniká výsledná síla vektorovým součtem, graficky se dá určit jako úhlopříčka v rovnoběžníku sil, tj. v takovém čtyřúhelníku, jehož dvě strany tvoří jednotlivé síly a zbývající strany jsou s těmito stranami rovnoběžné. Výpočtem při známém úhlu α, který obě síly svírají:

{\displaystyle F={\sqrt {F_{1}^{2}+2F_{1}F_{2}\times \cos \alpha +F_{2}^{2}}}}.
- Při skládání sil stejného směru působících v různých místech tuhého tělesa leží působiště výslednice mezi působišti sil {\displaystyle F_{1}\!} a {\displaystyle F_{2}\!} ve vzdálenosti {\displaystyle r_{2}\!} od síly {\displaystyle F_{2}\!}:

{\displaystyle r_{2}=F_{1}{\frac {r}{(F_{1}+F_{2})}}},
kde {\displaystyle r\!} je vzdálenost sil {\displaystyle F_{1}\!} a {\displaystyle F_{2}\!}.
- Při skládání sil opačného směru působících v různých místech tuhého tělesa leží působiště výslednice na přímce tvořené působišti za větší silou ve vzdálenosti {\displaystyle r_{2}\!} od síly {\displaystyle F_{2}\!}:

{\displaystyle r_{2}=F_{1}{\frac {r}{(F_{2}-F_{1})}}},
kde {\displaystyle r\!} je vzdálenost sil {\displaystyle F_{1}\!} a {\displaystyle F_{2}\!}.
- Při skládání sil různého směru působících v různých místech tuhého tělesa se síly posunou po vektorových přímkách do společného působiště, složí se a výslednice se posune po své vektorové přímce, tak aby její působiště leželo na spojnici původních působišť sil.

- Matematické řešení sčítání více obecných sil v rovině s různými působišti:

a) rozklad jednotlivých sil do vzájemně kolmých směrů (souřadnice "x" a "y"):

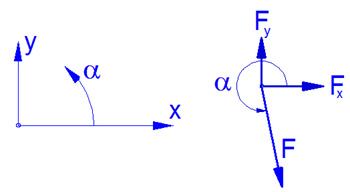
orientace síly a její složky v rovině

{\displaystyle F_{xi}=F\cos \alpha _{i},F_{yi}=F\sin \alpha _{i}},
kde :{\displaystyle \alpha _{i}} je úhel od kladné poloosy {\displaystyle x} proti směru hodinových ručiček.
b) sečtení složek sil do jednotlivých směrů:
{\displaystyle F_{x}=\sum _{i}F_{xi},F_{y}=\sum _{i}F_{yi}}
c) výsledná velikost síly:
{\displaystyle F={\sqrt {F_{x}^{2}+F_{y}^{2}}}}
d) úhel výslednice sil:
{\displaystyle \alpha =\tan ^{-1}{\frac {F_{y}}{F_{x}}}}, pro {\displaystyle F_{x}<0} je {\displaystyle \alpha =\tan ^{-1}{\frac {F_{y}}{F_{x}}}+180^{o}}, pro {\displaystyle F_{x}=0} a zároveň {\displaystyle F_{y}>0} je {\displaystyle \alpha =90^{o}} a pro {\displaystyle F_{x}=0} a zároveň {\displaystyle F_{y}<0} je {\displaystyle \alpha =270^{o}}
e) působiště výsledné síly:
{\displaystyle x={\frac {\sum _{i}F_{yi}\cdot x_{i}}{F_{y}}}}, pro {\displaystyle F_{y}=0} je {\displaystyle x} libovolné
{\displaystyle y={\frac {\sum _{i}F_{xi}\cdot y_{i}}{F_{x}}}}, pro {\displaystyle F_{x}=0} je {\displaystyle y} libovolné

### Rozklad sil

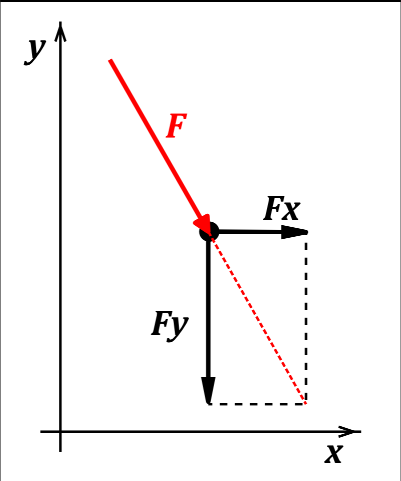
Vektorový rozklad sil

Rozklad sil je postup, kterým se síla rozkládá na jednotlivé složky, jejichž složením lze určit původní sílu. Jedná se opačný proces než je skládání sil.
V případě, že sílu rozkládáme na dvě, je rozklad sil jednoduchou záležitostí. Jsou-li známy směry, ve kterých mají složky působit, pak tyto směry tvoří směry stran rovnoběžníku sil, jehož úhlopříčkou je původní síla. Velikosti stran vzniklého rovnoběžníku představují velikosti složek. Jsou-li ale známy velikost a směr první složky, pak druhou složku představuje vektor spojující koncové body vektorů první složky a původní síly (v uvedeném pořadí).
Pokud se jedná o rozklad sil v případě kluzného dotyku dvou těles, je možno (viz obrázek) přenést ve směru x pouze sílu Fx takové velikosti, která odpovídá třecí síle mezi oběma tělesy tj. Ft = kt x Fy = - Fx. Pokud je síla |Fx| > |Ft| dojde ke smyku mezi oběma tělesy a těleso se bude pohybovat ve směru x, tj. podle výslednice síly ve směru x.
Matematické řešení rozkladu obecné síly do dvou směrů se společným působištěm v rovině:
{\displaystyle F_{1}=F\cdot {\frac {\sin \alpha \cos \alpha _{2}-\cos \alpha \sin \alpha _{2}}{\cos \alpha _{1}\sin \alpha _{2}-\sin \alpha _{1}\cos \alpha _{2}}}}
{\displaystyle F_{2}=F\cdot {\frac {\cos \alpha \sin \alpha _{1}-\sin \alpha \cos \alpha _{1}}{\cos \alpha _{1}\sin \alpha _{2}-\sin \alpha _{1}\cos \alpha _{2}}}}

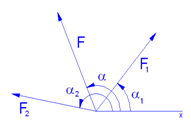
rozklad síly do dvou směrů v rovině

kde uhly jsou od kladné poloosy "x" orientované proti směru hodinových ručiček. Úhly {\displaystyle \alpha _{1}} a {\displaystyle \alpha _{2}} jsou úhly požadovaných směrů. Pokud síly vyjdou záporné mají opačným směr než předpokládaly úhly {\displaystyle \alpha _{1}} nebo {\displaystyle \alpha _{2}}.
Pokud požadujeme rozložit do dvou směrů výslednici více sil pracujeme s výslednými složkami vstupních sil do směrů x a y:
{\displaystyle F_{x}=\sum _{i}F_{i}\cos \alpha _{i}}
{\displaystyle F_{y}=\sum _{i}F_{i}\sin \alpha _{i}}
{\displaystyle F_{1}={\frac {F_{y}\cos \alpha _{2}-F_{x}\sin \alpha _{2}}{\cos \alpha _{1}\sin \alpha _{2}-\sin \alpha _{1}\cos \alpha _{2}}}}
{\displaystyle F_{2}={\frac {F_{x}\sin \alpha _{1}-F_{y}\cos \alpha _{1}}{\cos \alpha _{1}\sin \alpha _{2}-\sin \alpha _{1}\cos \alpha _{2}}}}
Pokud síly vyjdou záporné mají opačný směr než předpokládaly úhly {\displaystyle \alpha _{1}} nebo {\displaystyle \alpha _{2}}.

### Rovnováha sil
Rovnováha sil je stav, kdy na těleso působí více sil, ale jejich výslednice je nulová, a výsledný moment sil vzniklý složením všech momentů sil je rovněž nulový, tzn.
{\displaystyle {\boldsymbol {F}}={\boldsymbol {F}}_{1}+{\boldsymbol {F}}_{2}+\cdots +{\boldsymbol {F}}_{n}=0}
{\displaystyle {\boldsymbol {M}}={\boldsymbol {M}}_{1}+{\boldsymbol {M}}_{2}+\cdots +{\boldsymbol {M}}_{m}=0}
V rovině platí 3 rovnice rovnováhy:
{\displaystyle \sum _{i}F_{i}\cos \alpha _{i}=0}
{\displaystyle \sum _{i}F_{i}\sin \alpha _{i}=0}
{\displaystyle \sum _{i}F_{i}(x_{i}\sin \alpha _{i}-y_{i}\cos \alpha _{i})=0}
Kde úhly {\displaystyle \alpha _{i}} jsou od kladné poloosy x ve směru proti pohybu hodinových ručiček
Jestliže na těleso působí v jednom bodě dvě síly, nastane rovnováha v případě, že síly jsou stejně velké opačného směru. Pro pohyb tělesa, u něhož jsou síly v rovnováze, platí první pohybový zákon. Těleso, u kterého jsou síly v rovnováze a které se nepohybuje (je v klidu), musí být v některé z rovnovážných poloh.

## Příklady sil
Poznámka: Tento přehled uvádí pouze stručné charakteristiky a závislosti jednotlivých druhů sil a slouží spíše jako rozcestník ke speciálním stránkám.

### Základní síly
Základními silami jsou v makroskopických měřítcích síla gravitační a síla elektrostatická.
- Gravitační síla se řídí Newtonovým gravitačním zákonem, tj. je úměrná hmotnostem těles a nepřímo úměrná druhé mocnině vzdálenosti. Je vždy přitažlivá.
- Elektrostatická síla se řídí Coulombovým zákonem, tj. je úměrná nábojům těles a nepřímo úměrná druhé mocnině vzdálenosti. Je přitažlivá pro náboje opačné polarity a odpudivá pro náboje stejné polarity.

### Pružné (elastické) síly
Mezi pružné (elastické) síly řadíme sílu tahovou a tlakovou, ohybovou, smykovou a torzní. Deformace je přitom přímo úměrná působící síle.
- Tahová a tlaková pružná síla jsou úměrné záporně vzaté změně délky ve směru působící síly (koeficient úměrnosti se nazývá tuhost). Lze je vyjádřit také jako úměrné relativnímu prodloužení/zkrácení a příčnému průřezu (koeficient úměrnosti se pak nazývá Youngův modul pružnosti).
- Ohybová síla se v tělese projevuje kombinací tahu a tlaku. Pro malé ohyby je přímo úměrná příčné výchylce a je výrazně (zpravidla kubicky) závislá na příčném rozměru tělesa ve směru výchylky.
- Smyková síla je úměrná smykovému úhlu a příčnému průřezu (koeficient úměrnosti se pak nazývá modul pružnosti ve smyku nebo modul torze). Speciálním případem je torzní síla, která v silové dvojici způsobuje pružné zkroucení.

### Reaktivní síly
Při pohybu tělesa, u kterého dochází k postupnému oddělování nebo připojování částic zanedbatelné hmotnosti vzhledem k hmotnosti tělesa, lze pohybová rovnice takové soustavy přepsat do tvaru pohybové rovnice tělesa s proměnnou (klidovou) hmotností. Změna jeho hybnosti bude rovna součtu vnější síly a síly reaktivní, rovné součinu vektoru relativní rychlosti oddělovaných/připojovaných částic vzhledem k tělesu a časové změny (derivace) hmotnosti tělesa (při úbytku hmotnosti tedy bude působit proti směru unikání částic).

### Odporové síly, dynamický vztlak
Odporové síly jsou typickým příkladem disipativních sil. Patří mezi ně síla smykového tření (mezi pevnými tělesy), síla vnitřního tření tekutin a odporové síly při pohybu těles v tekutinách. Všechny působí proti směru relativního pohybu.
- Síla smykového tření je přímo úměrná kolmé složce síly (koeficient úměrnosti se nazývá činitel smykového tření a je větší pro klidové tření než pro tření při pohybu). Není závislá na třecí ploše a při pohybu ani na rychlosti.
- Viskózní síla (síla vnitřního tření) působí při laminárním proudění mezi sousedními elementárními vrstvami tekutiny vzájemně se vůči sobě pohybujícími. Je přímo úměrná velikosti (myšlené) styčné plochy a gradientu rychlosti (tedy derivaci rychlosti proudění s příčným rozměrem, kolmým na styčnou plochu a tím i na směr proudění); koeficient úměrnosti se nazývá dynamická viskozita.
- Odporová síla při laminárním obtékání je přímo úměrná viskozitě tekutiny a první mocnině rychlosti. Závisí na geometrickém tvaru tělesa.
- Odporová síla při turbulentním obtékání je přímo úměrná viskozitě tekutiny, ploše příčného průřezu a přibližně kvadraticky závislá na rychlosti. Závisí na geometrickém tvaru tělesa.
- Odporová síla při obtékání rychlostí blízkou rychlostí zvuku má závislost na rychlosti složitější.

Při laminárním obtékání tělesa tekutinou vznikají ještě (nedisipativní) dynamické vztlakové síly (hydrodynamické, aerodynamické), které souvisejí s rozdíly tlaku v tekutině na různých stranách tělesa způsobenými rozdílnou rychlostí obtékání podle Bernoulliovy rovnice.

### Povrchové síly
Povrchové síly se projevují na rozhraní dvou prostředí, z nichž aspoň jedno je kapalné. Nazývají se též kapilární. Povrchová síla je úměrná délce myšleného řezu povrchem a působí v povrchu kolmo k tomuto řezu (koeficient úměrnosti se nazývá povrchové napětí).

### Osmotické síly
Jsou-li dva tekuté roztoky téže látky a nestejné koncentrace odděleny polopropustnou přepážkou (propustnou pouze pro molekuly rozpouštědla), snaží se difuze vyrovnat parciální tlak rozpouštědla na obou stranách přepážky a dochází k pronikání molekul rozpouštědla do koncentrovanějšího roztoku. Tento osmotický tlak vytváří osmotickou sílu přímo úměrnou rozdílu molární koncentrace obou roztoků, teplotě a ploše přepážky; koeficientem úměrnosti je molární plynová konstanta.

### Setrvačné síly
Mezi setrvačné síly patří zdánlivé síly, které nemají původ ve vzájemném působení materiálních objektů. Patří mezi ně unášivá síla a Coriolisova síla.
- Unášivá síla uděluje tělesům zrychlení nezávislé na jejich rychlosti. Příkladem jsou odstředivá síla a Eulerova síla
- Coriolisova síla je přímo úměrná rychlosti pohybu a působí kolmo na ní, jedná se tedy o sílu gyroskopickou.

### Tíhová síla a tíha, statický vztlak
Nejběžnějším prostředím je pro člověka povrch Země nebo místa nad a pod ním. S povrchem Země proto zpravidla spojuje svou souřadnou soustavu, ta je však vzhledem k zemské rotaci soustavou neinerciální. Působí v ní proto nejen (pravá) gravitační síla, ale i síly setrvačné, tedy odstředivá síla pro tělesa v klidu vůči zemskému povrchu. Výslednici těchto sil označujeme jako tíhovou sílu a její pole jako tíhové pole. Obecněji řečeno tíhové pole je silové pole způsobující v daném místě (nejen na povrchu Země, ale např. v kabině letadla či družice) u volných těles zrychlení volného pádu. Pokud je tíhová síla nulová, hovoří se o stavu beztíže (gravitační síla je vyrovnána opačně působící celkovou setrvačnou silou).
Tíha je fyzikální veličina vyjadřující sílu statického působení tělesa v tíhovém poli na jiné těleso (např. podložku nebo závěs). Lze ji používat i jako charakteristiku daného tělesa v daném místě (gravitačním poli) a dané vztažné soustavě, jako obdoba hmotnosti, ale s jiným fyzikálním rozměrem. V tomto smyslu byla základní veličinou tzv. technické soustavy jednotek (metr-kilopond-sekuda), dnes již nepoužívané. 
Poznámka: V běžné technické praxi i podle některých technických norem (ČSN ISO 80000-4) se dnes tíha od tíhové síly často definicí neodlišuje, oba pojmy se ztotožňují. Není však vhodné nerozlišovat pojmy pro tíhovou a gravitační sílu, i když se s tím lze také setkat, zejména u překladů z angličtiny, ve které se v obecné řeči používá gravity nejen pro gravitaci, ale i pro tíhu (např. v sousloví „zero gravity“) namísto korektního termínu weight (dle ISO 80000-4), používaného naopak nekorektně pro hmotnost.
S tíhovým polem souvisí i vznik statické vztlakové síly (hydrostatické, aerostatické), působící na těleso ponořené do tekutiny v tíhovém poli. Síla je rovna součinu objemu tělesa, tíhového zrychlení a hustoty tekutiny v místě ponořeného tělesa (u stlačitelných tekutin platí pouze pro tělesa malé výšky, kdy lze zanedbat změnu hustoty s výškou tělesa).

### Síly v elektromagnetickém poli
- Na bodové náboje působí vedle základní elektrostatické síly také magnetické stacionární pole tzv. Lorentzovou silou. Ta je přímo úměrná magnetické indukci a náboji. Je též přímo úměrná rychlosti pohybu a působí kolmo na ní, jedná se tedy o sílu gyroskopickou..
- Elektrické síly působící na různé soustavy nábojů a nabitých vodičů jsou dané superpozicí elektrostatických sil. U dynamických systémů působí navíc elektrické síly vznikající elektromagnetickou indukcí.
- Magnetické síly působí též mezi vodiči protékanými elektrickým proudem a mezi magnetickými dipóly (které mohou být elementární). U dynamických systémů magnetické síly vznikají v proměnném elektrickém poli, aniž by v něm docházelo k pohybu nábojů (podle první Maxwellovy rovnice).
- Na dielektrika a magnetika umístěná do elektromagnetického pole působí tzv. ponderomotorické síly s tendencí vtáhnout je do oblasti se silnějším polem či vysunout je z ní. Souvisí s vnitřním přerozdělením nábojů a magnetických dipólů ve struktuře těles.

### Mikroskopické síly
Pojem síly se často používá i pro mikroskopické jevy, kde je již nutný kvantově mechanický popis.

#### Mezimolekulové síly
- Jedná se o tzv. kohezní síly, zvané též van der Waalsovy síly. Jsou založeny na elektromagnetické interakci. Lze je přiblížit zbytkovými (dipólovými a multipólovými) elektrostatickými silami (molekuly jsou sice elektricky neutrální, ale rozložení náboje není rovnoměrné), plný výklad je však možný až v kvantové mechanice. Jsou zodpovědné za kondenzovaný stav kapalin a pevných látek s molekulovými vazbami. Projevují se i u reálných plynů jako jejich kohezní tlak. Dalším makroskopickým projevem je přilnavost (adheze).
- Jako zvláštní druh mezimolekulových sil se vyčleňují relativně silnější síly vodíkových můstků, které se přibližují kovalentním meziatomovým silám.

#### Síly mezi atomy a ionty
Níže uvedené síly nemají pojmově přesné vymezení hranic (je otázkou konvence), přechod mezi nimi je svou podstatou plynulý.
- Jedná se o síly mezi atomy v molekulách a krystalech, projevující se jako chemická vazba (kovalentní síly, koordinačně-kovalentní síly). Vazbu vysvětluje kvantová mechanika na principu sdílení elektronů.
- V případě extrémně polární vazby jsou valenční elektrony obou vázaných atomů součástí elektronového obalu pouze jednoho z nich, takže z obou atomů (nebo víceatomových částí molekuly) vzniknou ionty. Jejich vazbové síly se nazývají síly iontové vazby. Tyto síly lze zpravidla velmi dobře popsat elektrostatickými silami (lze zanedbat kvantově mechanické chování).
- Zvláštním případem jsou vazebné síly v kovovém krystalu, kdy valenční elektrony atomy jsou sdíleny všemi atomy. Kovové kationty jsou obklopeny elektronovým plynem.

V silných magnetických polích (105 T, přirozeně se vyskytujících pouze ve vesmíru, např. v blízkosti bílých trpaslíků i dalších hvězdných objektů) mohou být atomy v molekulách vázány i tzv. kolmou paramagnetickou vazbou, obdobnou kovalentní vazbě, ale založenou na stabilizaci vazebných orbitalů kolmo k vnějšímu magnetickému poli.

#### Síly mezi částicemi atomového jádra
U jaderných sil mezi nukleony, držících je vázané v jádře (i přes elektrostatické odpuzování protonů), se jedná o zbytkové barevné působení (silnou interakci) mezi hadrony (hlavní část barevné interakce působí mezi kvarky uvnitř hadronů). Jsou to krátkodosahové přitažlivé síly, jejichž plný výklad je však možný až v kvantové teorii pole.
Lze si je představit jako jistou analogii molekulových krystalových vazeb, tvořených zbytkovou elektromagnetickou interakcí mezi molekulami (hlavní část interakce působí mezi elektrony a jádry jednotlivých atomů tvořících molekulu).

## Příbuznéveličiny
Poznámka: Tento přehled uvádí pouze stručné charakteristiky a jednotky jednotlivých veličin blízkých síle a slouží spíše jako rozcestník ke speciálním stránkám.

### Objemová síla
Objemová síla je definována jako hustota síly působící v objemu tělesa a definuje se vztahem
{\displaystyle {\boldsymbol {f}}=\lim _{V\to 0}{\frac {\boldsymbol {F}}{V}}},
kde {\displaystyle {\boldsymbol {F}}} je síla působící na objem {\displaystyle V\!} a limita se míní v makroskopickém smyslu.
Jednotkou v SI je newton na metr krychlový (N/m³).

### Práce
Dráhový účinek působící síly {\displaystyle {\boldsymbol {F}}} se nazývá práce. Definuje se vztahem
{\displaystyle W=\int _{s_{1}}^{s_{2}}{\boldsymbol {F}}\cdot \mathrm {d} {\boldsymbol {s}}} (integrace podél dráhy pohybu).
Jednotkou v SI je joule (J).

### Impuls (síly)
Časový účinek působící síly {\displaystyle {\boldsymbol {F}}} se nazývá impuls síly. Definuje se vztahem
{\displaystyle \mathbf {I} =\int _{t_{1}}^{t_{2}}{\boldsymbol {F}}\mathrm {d} t}.
Impuls síly působící na volné těleso je roven změně jeho hybnosti.
Jednotkou v SI je newtonsekunda (N·s).

### Moment síly
Míru otáčivých schopností síly udává moment síly. Moment síly {\displaystyle {\boldsymbol {M}}\,} síly {\displaystyle {\boldsymbol {F}}\,} vzhledem k bodu Q je definován vztahem:
{\displaystyle {\boldsymbol {M}}={\boldsymbol {r}}\times {\boldsymbol {F}}},
kde {\displaystyle {\boldsymbol {r}}={\boldsymbol {R}}-{\boldsymbol {R}}_{\mathrm {Q} }}, {\displaystyle {\boldsymbol {R}}} polohový vektor působiště síly (nebo libovolného jiného bodu na vektorové přímce síly) a {\displaystyle {\boldsymbol {R}}_{\mathrm {Q} }} polohový vektor bodu Q.
Jednotkou v SI je newtonmetr (N·m).

### Napětí a tlak
V mnoha případech působí síla na určitou plochu. Jedná se obvykle o sílu působící na povrch nějakého tuhého tělesa nebo na povrch tekutiny.
Sílu lze v prvním případě vyjádřit jako součin napětí {\displaystyle \sigma \!} a obsahu {\displaystyle S\!} dané plochy. Složky síly {\displaystyle \mathbf {F} } působící na element plochy lze tedy psát
{\displaystyle \mathrm {d} F_{i}=\sum _{j}\sigma _{ij}\nu _{j}\mathrm {d} S\,},
kde {\displaystyle \sigma _{ij}\!} je tenzor napětí a {\displaystyle \nu _{j}\!} je normála plochy s obsahem {\displaystyle S\!}.
Ve druhém případě se vztah zjednoduší, neboť tenzor napětí je nahrazen skalárním tlakem {\displaystyle p\!}:
{\displaystyle \mathrm {d} {\boldsymbol {F}}_{\mathrm {n} }=-p\,\mathrm {d} {\boldsymbol {S}}},
kde {\displaystyle \mathrm {d} {\boldsymbol {F}}_{\mathrm {n} }} je složka vektoru síly kolmá k elementu plochy {\displaystyle \mathrm {d} {\boldsymbol {S}}}, na který působí, přičemž směr vektoru popisujícího element {\displaystyle \mathrm {d} {\boldsymbol {S}}} má směr (vnější) normály k této plošce.
Jednotkou napětí i tlaku v SI je pascal (Pa).

#### Základní
- Feynman R. P., Leighton R. B., Sands M.: Feynmanovy přednášky z fyziky - díl 1/3, 1. české vydání, Fragment, 2000, ISBN 80-7200-405-0.
- Horák Z., Krupka F.: Fyzika, 3. vydání, SNTL v koedici s ALFA, Praha 1981
- Kvasnica J., Havránek A., Lukáč P., Sprušil B.: Mechanika, 1. vydání, Academia, Praha 1988
- Kittel Ch., Knight W. D., Ruderman M.: Mechanics. Berkley Physics Course, Vol. 1. McGraw-Hill, New York 1965 (existuje slovenský překlad)
- Friš S. E., Timorevová A. V.: Kurs fyziky, Nakladatelství ČSAV, Praha 1962

#### Odborná a speciální
- Trkal V.: Mechanika hmotných bodů a tuhého tělesa, 1. vydání, Nakladatelství ČSAV, Praha 1956
- Brdička M., Hladík A.: Teoretická mechanika, 1. vydání, Academia, Praha 1987
- Horský J.: Úvod do teorie relativity, 1. vydání, SNTL, Praha 1975
- Votruba V.: Základy speciální teorie relativity, 2. vydání, Academia, Praha 1977
- Kuchař K.: Základy obecné teorie relativity, 1. vydání, Academia, Praha 1968
- Formánek J.: Úvod do kvantové teorie I, 2. vydání, Academia, Praha 2004, ISBN 80-200-1176-5
- Šindelář V., Smrž L., Beťák Z.: Nová soustava jednotek, 3. vydání, SPN, Praha 1981